# Aktiengesellschaft mit beschränkter Haftung (Volksrepublik China)
Die Aktiengesellschaft mit beschränkter Haftung (chinesisch 股份有限公司, Pinyin Gǔfèn Yǒuxiàn Gōngsī) ist nach dem Kapitalgesellschaftsgesetz der Volksrepublik China (中华人民共和国公司法) in seiner revidierten Fassung vom 26. Oktober 2018 eine juristische Person, die zu den Kapitalgesellschaften gehört. Die Aktiengesellschaft mit beschränkter Haftung ist die einzige Form der Aktiengesellschaft in der Volksrepublik China, im Jahr 2020 waren 4.154 Unternehmen in China an der Börse gelistet.

## Gründung
Die Aktiengesellschaft mit beschränkter Haftung wird durch eine zwischen 2 und 200 liegende Zahl von Gründungsgesellschaftern (发起人) gegründet, natürliche oder juristische Personen, von denen mindestens die Hälfte ihren Wohnsitz in der Volksrepublik China haben muss. Anders als bei einer GmbH ist es bei der Aktiengesellschaft mit beschränkter Haftung erlaubt, öffentlich Kapital einzuwerben. Daher gibt es zwei Methoden der Gründung:
1. Die Gründungsgesellschafter erwerben sämtliche Aktien der Firma. In diesem Fall besteht das Grundkapital (注册资本) der Firma aus dem gesamten Ausgabewert der von den Gründungsgesellschafter gezeichneten Aktien. Die Aktien der Gründungsgesellschafter sind Namensaktien (记名股票), auf denen sich der Schriftzug „Gründungsgesellschafteraktie“ (发起人股票) zu befinden hat.
2. Die Gründungsgesellschafter erwerben nur einen Teil der Aktien, aber nicht weniger als 35 %. Der andere Teil wird der Öffentlichkeit oder ausgewählten natürlichen oder juristischen Personen zum Kauf angeboten. In diesem Fall besteht das Grundkapital der Firma aus dem zum Zeitpunkt der Eintragung ins Handelsregister tatsächlich eingesammelten Kapital. Es können sowohl Namensaktien als auch anonyme Inhaberaktien (无记名股票) ausgegeben werden. Einer für Anleger zu erstellenden Broschüre muss die von den Gründungsgesellschaftern beschlossene Satzung der Aktiengesellschaft beigegeben sein, außerdem muss die Broschüre folgende Informationen enthalten:
  - Zahl der von den Gründungsgesellschaftern gezeichneten Aktien
  - Der aufgedruckte Nennwert der Aktie sowie ihr Ausgabepreis
  - Zahl der angebotenen Inhaberaktien
  - Verwendungszweck des eingesammelten Kapitals
  - Rechte und Pflichten der Zeichnenden
  - Beginn und Ende der Zeichnungsfrist sowie der Hinweis, dass Zeichnende, falls nicht genügend Aktien gezeichnet werden und die Gründung der Aktiengesellschaft gescheitert ist, ihre Zeichnung rückgängig machen können

Die Satzung der Aktiengesellschaft mit beschränkter Haftung muss folgende Punkte enthalten:
- Unternehmenssitz und Firma. Die Firma muss die Bezeichnung „Aktiengesellschaft mit beschränkter Haftung“ (股份有限公司) oder die Abkürzung „AG“ (股份公司) enthalten.
- Unternehmensgegenstand
- Methode der Unternehmensgründung
- Gesamtzahl der Aktien, Wert der einzelnen Aktie und Höhe des Grundkapitals. Ursprünglich hatte das Grundkapital mindestens 5 Millionen Yuan zu betragen.[3] Um die Hürden für Firmengründungen zu senken, beschloss der Ständige Ausschuss des Nationalen Volkskongresses am 28. Dezember 2013, diese Untergrenze mit Wirkung vom 1. März 2014 wegfallen zu lassen.[4][5]
- Namen oder Firma der Gesellschafter, Zahl der jeweils gezeichneten Aktien, Art der Bezahlung und Zeitpunkt der Bezahlung. Aktien können mit Geld erworben werden, daneben aber auch mit Naturalien, geistigem Eigentum oder Landnutzungsrechten entsprechend ihrem geschätzten Wert. Fehlbewertungen von Sachwerten sind strafbar.
- Organe der Firma, die Art ihrer Bestellung, ihre Rechte und ihre Geschäftsordnung
- Gesetzlicher Vertreter
- Art der Aufteilung des Firmengewinns
- Vorgehensweise bei einer Liquidation der Firma
- Art der Geschäftsberichte

Innerhalb von 30 Tagen nachdem das angestrebte Kapital eingesammelt ist, also bei starker Nachfrage noch vor dem Ende der Zeichnungsfrist, ist von den Gründungsgesellschaftern eine Gründungsversammlung (创立大会) einzuberufen, an der Gründungsgesellschafter und sonstige Zeichnende teilnehmen. Dort wird die Satzung verabschiedet sowie Vorstand und Aufsichtsrat gewählt, wofür jeweils die Zustimmung von mehr als der Hälfte der anwesenden Stimmberechtigten nötig ist, also die absolute Mehrheit.

## Anmeldung
Die Aktiengesellschaft mit beschränkter Haftung ist innerhalb von 30 Tagen nach der Gründungsversammlung durch den Vorstand beim Büro der Staatlichen Marktüberwachungsbehörde (市场监督管理局) der Provinz, Autonomen Region oder Regierungsunmittelbaren Stadt anzumelden, wo sie ihren Sitz hat.
Neben der Satzung, dem Protokoll der Gründungsversammlung etc. ist bei Aktiengesellschaften, die für die Gründung öffentlich Kapital einwarben, ein Prüfbescheid der beim Staatsrat der Volksrepublik China angesiedelten Börsenaufsichtskommission (中国证券监督管理委员会) vorzulegen. Bei Vorliegen der Voraussetzungen erteilt die Marktüberwachungsbehörde schließlich die Geschäftserlaubnis (营业执照).

## Hauptversammlung
Die Hauptversammlung (股东大会) besteht aus allen Aktionären, sie ist das beschließende Organ der Firma. Ihre Zuständigkeit erstreckt sich auf folgende Dinge:
- Die geschäftliche Ausrichtung und die Planung von Investitionen
- Wahl und Auswechslung der nicht von der Belegschaft gestellten Vorstandsmitglieder und Aufsichtsräte, Festsetzung von deren Vergütung
- Prüfung, Diskussion und Billigung der Vorstandsberichte
- Prüfung, Diskussion und Billigung der Berichte des Aufsichtsrats oder einzelner Aufsichtsräte
- Prüfung, Diskussion und Billigung der Jahresfinanzplanung und der Jahresbilanz
- Prüfung, Diskussion und Billigung von Vorschlägen zur Verwendung von Gewinnen und Deckung von Verlusten
- Erhöhung oder Reduzierung des Grundkapitals
- Ausgabe von Schuldverschreibungen
- Fusionen, Gründung von Tochtergesellschaften, Auflösung der Aktiengesellschaft, Liquidation der Aktiengesellschaft, Änderung der Rechtsform
- Satzungsänderungen

Die Hauptversammlung wird vom Vorstand einmal pro Jahr einberufen und vom Vorstandsvorsitzenden geleitet. In besonderen Fällen können auf Antrag des Vorstands, des Aufsichtsrats oder von Aktionären, die zusammen mindestens 10 % der Aktien besitzen müssen, mit zweimonatiger Vorankündigung außerordentliche Hauptversammlungen abgehalten werden. Eine außerordentliche Hauptversammlung muss abgehalten werden, wenn die Zahl der Vorstände durch Todesfälle etc. auf weniger als zwei Drittel der in der Satzung vorgesehenen Zahl sinkt oder wenn die nicht ausgeglichenen Verluste der Firma ein Drittel des von den Anlegern eingezahlten Kapitals überschreiten.
Die Aktionäre müssen 20 Tage (bei außerordentlichen Hauptversammlungen 15 Tage) vor der Versammlung über Ort, Zeitpunkt und Tagesordnungspunkte informiert werden. Firmen, die Inhaberaktien ausgeben, haben diese Dinge 30 Tage vor der Versammlung in der Presse bekanntzugeben. Aktionäre oder eine Gruppe von Aktionären, die mehr als 3 % der Aktien besitzen, können beim Vorstand bis 10 Tage vor der Hauptversammlung Anträge einreichen, welcher wiederum die restlichen Aktionäre innerhalb von zwei Tagen nach Erhalt der Anträge über diese informieren muss. Sofern die Anträge in die Zuständigkeit der Hauptversammlung fallen, müssen sie dort diskutiert werden. Über Tagesordnungspunkte, die nicht ordnungsgemäß bekanntgemacht wurden, dürfen keine Beschlüsse gefasst werden.
Bei Abstimmungen entspricht jede Aktie der anwesenden Aktionäre (oder eines von ihnen bestimmten Vertreters) einer Stimme. Aktien, die von der Firma selbst gehalten werden, besitzen kein Stimmrecht. In der Regel müssen Beschlüsse der Hauptversammlung mit mehr als der Hälfte der Stimmen gefasst werden. Bei Satzungsänderungen, Erhöhung oder Reduzierung des Grundkapitals, Fusionen, Gründung von Tochtergesellschaften, Auflösung oder Änderung der Rechtsform der Firma ist jedoch eine Zweidrittelmehrheit erforderlich. Bei der Wahl von Vorständen und Aufsichtsräten ist das Kumulieren von Stimmen möglich. Jede Aktie besitzt soviele Stimmen, wie Vorstände bzw. Aufsichtsräte gewählt oder bestätigt werden müssen. Ein Aktionär kann mehrere oder alle Stimmen auf einen der Kandidaten vereinen.

## Vorstand
Aktiengesellschaften haben einen aus 5 bis 19 Mitgliedern bestehenden Vorstand (董事会) zu berufen. Arbeitnehmervertreter können, müssen aber nicht im Vorstand vertreten sein. In den Vorstand entsandte Arbeitnehmervertreter werden von der Belegschaft demokratisch gewählt. Die Amtsdauer des Vorstands ist in der Satzung festgelegt, darf aber nicht mehr als drei Jahre betragen. Ein Vorstandsmitglied kann jedoch mehrmals hintereinander gewählt werden. Der Vorstand wählt einen Vorstandsvorsitzenden (董事长), die Wahl muss mit mehr als der Hälfte der Stimmen aller Vorstände erfolgen. Stellvertretende Vorstandsvorsitzende können, ebenfalls mit absoluter Mehrheit, gewählt werden. Der Vorstand ist zuständig für:
- Einberufung der Hauptversammlung, Berichterstattung vor der Hauptversammlung
- Durchführung der Beschlüsse der Hauptversammlung
- Planung der Geschäfte und der Investitionen
- Erstellung des Jahresfinanzplans und der Jahresbilanz
- Erarbeitung von Vorschlägen zur Verwendung von Gewinnen und Deckung von Verlusten
- Erarbeitung von Vorschlägen zur Erhöhung oder Reduzierung des Grundkapitals und gegebenenfalls der Ausgabe von Schuldverschreibungen
- Erarbeitung von Vorschlägen zu Fusionen, Gründung von Tochtergesellschaften, Auflösung der Firma, Änderung der Rechtsform
- Festsetzung der Verwaltungsorgane der Aktiengesellschaft
- Einstellung und Entlassung des Geschäftsführers, Festsetzung von dessen Vergütung. Einstellung und Entlassung von durch den Geschäftsführer vorgeschlagenen stellvertretenden Geschäftsführern und Prokuristen sowie Festsetzung von deren Vergütung
- Festsetzung des Verwaltungssystems der Aktiengesellschaft

Der Vorstand hat mindestens zweimal pro Jahr eine Sitzung abzuhalten, der Termin ist allen Vorständen und Aufsichtsräten zehn Tage vor der Sitzung anzukündigen. Eine Gruppe von Aktionären, die mehr als 10 % der Stimmrechte repräsentiert, oder ein Drittel der Vorstände oder Aufsichtsräte können eine außerordentliche Vorstandssitzung beantragen. Der Vorstandsvorsitzende hat innerhalb von zehn Tagen nach Erhalt des Antrags die Sitzung einzuberufen und sie zu leiten. Eine Vorstandssitzung kann nur bei Anwesenheit von mindestens der Hälfte der Vorstände abgehalten werden. Beschlüsse müssen mit mindestens der Hälfte der Stimmen alle Vorstände, nicht nur der anwesenden, gefasst werden, wobei jeder Vorstand eine Stimme hat. Verhinderte Vorstände können ein anderes Vorstandsmitglied beauftragen, für sie ihre Stimme abzugeben.
Wenn Beschlüsse des Vorstands gegen Gesetze, Verordnungen, die Satzung der Aktiengesellschaft oder Beschlüsse der Hauptversammlung verstoßen und dies zu Verlusten für die Firma führt, sind alle an der Beschlussfassung beteiligten Vorstände persönlich und mit ihrem Privatvermögen haftbar, außer sie haben bei der Abstimmung klar ihren Widerspruch zu Protokoll gegeben. Aktionäre haften dagegen, wie bei einer GmbH, nicht mit ihrem Privatvermögen für Verluste der Firma. Sie können nur ihr in die Aktien investiertes Vermögen verlieren. Daher die an sich selbstverständliche Bezeichnung „Aktiengesellschaft mit beschränkter Haftung“.

## Geschäftsführer
Der Vorstand hat einen Geschäftsführer (经理) zu berufen und gegebenenfalls zu entlassen, wobei auch Vorstandsmitglieder in Personalunion als Geschäftsführer fungieren können. Der Geschäftsführer ist zuständig für:
- Produktion, Wirtschaftsführung und Verwaltung; Umsetzung der Beschlüsse des Vorstands
- Umsetzung des Jahresplans der Aktiengesellschaft und der von ihr geplanten Investitionen
- Erarbeitung von Vorschlägen für die internen Verwaltungsabläufe der Firma
- Festsetzung der konkreten Vorschriften
- Vorschlagen seiner Stellvertreter und Prokuristen
- Einstellung und Entlassung der leitenden Angestellten

Der Geschäftsführer nimmt an den Vorstandssitzungen teil.

## Aufsichtsrat
Die Aktiengesellschaft mit beschränkter Haftung hat einen Aufsichtsrat (监事会) mit mindestens drei Mitgliedern zu berufen. Der Aufsichtsrat muss aus Aktionärs- und Arbeitnehmervertretern bestehen, wobei der Anteil der Arbeitnehmervertreter nicht unter einem Drittel liegen darf. Das konkrete Verhältnis von Aktionärsvertretern zu Arbeitnehmervertretern ist in der Satzung der Aktiengesellschaft festzulegen. Die Arbeitnehmervertreter im Aufsichtsrat werden von der Belegschaft demokratisch gewählt. Der Aufsichtsratsvorsitzende (监事会主席) und gegebenenfalls seine Stellvertreter müssen von der Gesamtheit der Aufsichtsräte mit mehr als der Hälfte der Stimmen gewählt werden. Vorstandsmitglieder, Geschäftsführer und Prokuristen dürfen nicht als Aufsichtsräte fungieren. Die Amtszeit eines Aufsichtsratsmitglieds beträgt drei Jahre, er kann aber mehrmals hintereinander gewählt werden. Der Aufsichtsrat ist zuständig für:
- Kontrolle der Finanzen. Falls es nötig ist, hierfür die Unterstützung eines externen Wirtschaftsprüfers in Anspruch zu nehmen, hat die Aktiengesellschaft die Kosten zu tragen.
- Überwachung der Tätigkeit von Vorständen, Geschäftsführern und Prokuristen. Vorschlagen der Abberufung von Vorständen, Geschäftsführern und Prokuristen, die gegen Gesetze, Verordnungen, die Satzung der Aktiengesellschaft oder Beschlüsse der Hauptversammlung verstoßen haben.
- Aufforderung von Vorständen, Geschäftsführern und Prokuristen zur Änderung ihres Verhaltens, wenn dieses den Firmeninteressen schadet
- Einklagen von Kompensationszahlungen bei einem Fehlverhalten von Vorständen, Geschäftsführern und Prokuristen, das zu Verlusten für die Firma führte
- Einberufung außerordentlicher Hauptversammlungen
- Stellen von Anträgen bei Hauptversammlungen

Der Aufsichtsrat tagt mindestens alle sechs Monate, Mitglieder des Aufsichtsrats können außerordentliche Aufsichtsratssitzungen beantragen. Beschlüsse müssen mit den Stimmen von mindestens der Hälfte der Aufsichtsratsmitglieder gefasst werden.

## Börsennotierte Unternehmen
Die Aktien einer Aktiengesellschaft mit beschränkter Haftung können, müssen aber nicht an einer Börse gehandelt werden, im Falle der von den Gründungsgesellschaftern gehaltenen Aktien allerdings erst ein Jahr nach der Gründung der Aktiengesellschaft. Innerhalb Chinas werden Aktien seit 1990 an der Börse Shanghai und der Börse Shenzhen sowie seit 1997 an der Börse Hongkong gehandelt. Aktien, die vor einem Börsengang ausgegeben wurden, können erst ein Jahr nach der Börsennotierung gehandelt werden. Vorstandsmitglieder, Aufsichtsräte, Geschäftsführer und Prokuristen haben der Firma die Zahl der von ihnen gehaltenen Aktien sowie jegliche diesbezügliche Veränderung mitzuteilen. Diese Personen können während ihrer Amtszeit innerhalb eines Jahres nicht mehr als 25 % der gesamten Aktien der Firma verkaufen. Im ersten Jahr nach einem Börsengang und ein halbes Jahr nach ihrem Ausscheiden aus der Firma dürfen sie keinerlei von ihnen gehaltene Aktien der Firma verkaufen.
Wenn ein börsennotiertes Unternehmen (上市公司) innerhalb eines Jahres Vermögenswerte kauft oder verkauft oder Bürgschaften übernimmt, deren Wert 30 % der gesamten Vermögenswerte des Unternehmens überschreitet, ist hierfür ein mit Zweidrittelmehrheit gefasster Beschluss der Hauptversammlung nötig. Börsennotierte Unternehmen haben einen Vorstandssekretär (董事会秘书) zu bestellen, dessen Aufgabe die Vorbereitung der Hauptversammlung und der Vorstandssitzungen ist, die sichere Verwahrung der Akten und die Veröffentlichung von Unternehmensmitteilungen.
Bei in Vorstandssitzungen von börsennotierten Unternehmen gefassten Beschlüssen, die die geschäftlichen Interessen einzelner Vorstandsmitglieder betreffen, dürfen diese Vorstandsmitglieder oder von ihnen beauftragte Vertreter nicht an der Abstimmung teilnehmen. In einem derartigen Fall kann die Vorstandssitzung abgehalten werden, wenn mindestens die Hälfte der Vorstandsmitglieder keinen Bezug zu dem anstehenden Beschluss hat, der dann der Zustimmung von mindestens der Hälfte der anwesenden Mitglieder bedarf. Wenn sich nicht mindestens drei Vorstandsmitglieder ohne persönliche Interessen finden, ist die Beschlussfassung der Hauptversammlung zu übertragen.
Börsennotierte Unternehmen haben innerhalb eines Rechnungsjahrs (in China das Kalenderjahr) alle sechs Monate einen Geschäftsbericht mit Informationen über die wirtschaftliche Situation der Firma und eventuell anhängige Gerichtsverfahren vorzulegen.

## Gesetzliche Reserve
Wenn die Aktiengesellschaft den Jahresüberschuss verteilt, hat sie 10 % des Überschusses der gesetzlichen Reserve (法定公积金) zuzuführen, bis 50 % des Grundkapitals erreicht sind. Zum Vergleich: in der Schweiz müssen 5 % des Jahresgewinns der gesetzlichen Reserve zugewiesen werden, bis diese 20 % des Aktienkapitals ausmacht.
Aus der gesetzlichen Reserve sind eventuelle Verluste des Vorjahres auszugleichen, falls die Gewinne des laufenden Jahres hierfür nicht ausreichen.

## Aktionärsregister
Für die ausgegebenen Namensaktien ist ein Aktionärsregister (股东名册) anzulegen. Dort ist zu verzeichnen:
- Name oder Firma des Aktionärs sowie sein Wohnsitz. Namensaktien sind durch Indossament übertragbar. In einem derartigen Fall sind diese Angaben entsprechend zu ändern.
- Zahl der vom Aktionär gehaltenen Aktien
- Nummer einer jeden vom Aktionär gehaltenen Aktie
- Datum, an dem der Aktionär die Aktie erhielt

Bei Inhaberaktien hat die Aktiengesellschaft die ausgegebene Anzahl, die Nummern der Aktien und das Ausgabedatum zu verzeichnen.